# Ganksta N-I-P
Ganksta N-I-P (* 28. August 1969; bürgerlich Lewayne Williams), auch Ganxsta NIP, ist ein Rapper aus Houston, Texas. Inspiriert durch die Musik von Ice-T und den Ideologien der Nation of Islam gründete Ganksta N-I-P Ende der 80er Jahre zusammen mit K-Rino das Rap-Kollektiv South Park Coalition (SPC), dem auch Rapper wie Icey Hott oder Klondike Kat angehören. 
Bekannt geworden ist er durch sein erstes Album South Park Psycho, welches 1992 über Rap-A-Lot Records erschien. Es gilt als das erste Horrorcore-Rap-Album und genießt unter Fans Kultstatus.
Das zweite Album Psychic Thoughts verkaufte sich über 100.000 Mal.
2014 erschien das zehnte Album von Ganksta N-I-P mit dem Titel God of Horrorcore Rap. Neben den eigenen Alben ist er auch regelmäßig auf den SPC-Crew-Alben zu hören. 

## Diskografie
Alben
- 1992: The South Park Psycho
- 1993: Psychic Thoughts
- 1996: Psychotic Genius
- 1998: Interview with a Killer
- 1999: Psycho Thug
- 2003: The Return!!! (Of the Psychopath)
- 2008: Still Psycho
- 2010: Psych' Swag: Da Horror Movie
- 2012: H-Town Legend: Still Gettin It In
- 2014: God of Horrorcore Rap